# Tung Kiệt
Tung Kiệt (tiếng Trung: 崧杰; 30 tháng 6 năm 1879 - 8 tháng 2 năm 1910) là một hoàng thân của nhà Thanh trong lịch sử Trung Quốc, người thừa kế 1 trong 12 tước vị Thiết mạo tử vương.

## Cuộc đời
Tung Kiệt sinh vào giờ Thân, ngày 11 tháng 5 (âm lịch) năm Quang Tự thứ 5 (1879), trong gia tộc Ái Tân Giác La. Ông là con trai thứ hai của Khắc Cần Thành Quận vương Tấn Kỳ, mẹ ông là Trắc Phúc tấn Khang Giai thị (康佳氏). Năm Quang Tự thứ 26 (1900), tháng 2, phụ thân ông qua đời, ông được thế tập tước vị Khắc Cần Quận vương đời thứ 16. Năm thứ 27 (1901), tháng 2, ông được điều làm Tổng tộc trưởng của Chính Hoàng kỳ Tông thất, kiêm quản lý sự vụ của Chính Hoàng kỳ Giác La học. Năm Tuyên Thống nguyên niên (1909), ngày 29 tháng 12 (âm lịch), ông qua đời, thọ 31 tuổi, được truy thụy Khắc Cần Thuận Quận vương (克勤顺郡王).
Ông là vị Khắc Cần Quận vương chính thức cuối cùng của nhà Thanh, dù sau khi ông qua đời, con trai ông là Yến Sâm (晏森) vẫn được thế tập tước vị, nhưng chỉ 2 năm sau thì nhà Thanh sụp đổ, tước vị ấy cũng trở thành hư vô.

## Gia quyến
- Đích Phúc tấn: Hoàn Nhan thị (完顏氏), con gái của Tùng Thân (松申).
- Trắc Phúc tấn: Na Cáp Tháp thị (那哈塔氏), con gái của Mục Đồ Thiện (穆图善).
- Con trai: Yến Sâm (晏森; 1896 - ?), mẹ là Đích Phúc tấn Hoàn Nhan thị. Năm 1910 được thế tập tước vị Khắc Cần Quận vương. Có một con trai.